# Septyliard
Septyliard – liczba o wartości: 1 000 000 000 000 000 000 000 000 000 000 000 000 000 000 000 = 1045, czyli jedynka i 45 zer w zapisie dziesiętnym. Termin septyliard jest stosowany w nazewnictwie liczebników w skali długiej i nie ma swojego odpowiednika w skali krótkiej.
W krajach stosujących krótką skalę (głównie kraje anglojęzyczne) liczba 1045 nosi nazwę kwatuordecylion, tak jak 1084 w pozostałych krajach.
W układzie SI mnożnikowi 1045 nie odpowiada żaden przedrostek jednostki miary.